# 田方郡
- 令制国一覧 > 東海道 > 伊豆国 > 田方郡
- 日本 > 中部地方 > 静岡県 > 田方郡

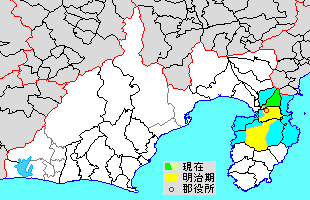
静岡県田方郡の範囲（緑：函南町 薄緑・水色：後に他郡から編入された地域）

田方郡（たがたぐん・たがたのこおり）は、静岡県（伊豆国）の郡。
人口35,310人、面積65.16km²、人口密度542人/km²。（2025年3月1日、推計人口）
以下の1町を含む。
- 函南町（かんなみちょう）

## 郡域
古代の郡域は西岸を除く伊豆半島北部で、現在の沼津市西浦江梨から内浦重寺まで、三島市、熱海市、伊東市、旧土肥町を除く伊豆市で囲まれる領域だと考えられる。和名抄には新居・小河・直見・佐婆・鏡作・茨城・依馬・八邦・狩野・天野・吉妾・有辨・久寝の13郷があり、これらは以下の通り現在の地名に比定されている。
新居（にいい）
函南町。
小河（おがわ）
清水町湯川。
直見（たたみ）
熱海市。
佐婆（さば）
函南町上沢、三島市北沢など。
鏡作（かがみつくり）
三島市松本。
茨城（むばらき）
伊豆の国市原木。
依馬（えま）
伊豆の国市南江間、北江間。
八邦（やくに）
伊豆の国市大仁など。
狩野（かの）
伊豆市湯ヶ島。
天野（あまの）
伊豆の国市天野。
棄妾・吉妾（きしょう）
沼津市西浦木負。瀬埼（せざき）、許保（こう）、御津（みつ）の3里が知られている。
有雑・有辨（うさい）
伊東市宇佐美。多賀（たが）、桜田（さくらだ）の2里が知られている。
久寝（くずみ）
伊東市馬場町。坂本（さかもと）、坂上（さかがみ）の2里が知られている。
伊豆国府と田方郡衙は三島市に所在したと考えられている。
近世になって、伊豆半島東岸は賀茂郡に移され、また西部からは君沢郡が分けられたため、1879年（明治12年）に行政区画として発足した当時の郡域は、現在の行政区画では概ね以下の区域にあたる。
- 三島市の一部（山中新田）
- 函南町の大部分（日守を除く）
- 伊豆の国市の一部（狩野川以東および神島）
- 伊豆市の大部分（瓜生野・熊坂・堀切・大沢・修善寺・小土肥・土肥・八木沢・小下田および下白岩、上白岩、梅木、姫之湯、筏場以東を除く）

## 歴史

### 近代以前の沿革
田方郡の初見は天平11年（739年）「伊豆国国税帳」にみられる「田方郡定正税穀」。
江戸時代には韮山代官所支配の幕府領になっていたが、その下に「組」という行政単位が置かれそれらを大名主が統括した。元禄11年（1698年）の地方直し以後、旗本領・藩領に細分化された結果、「組」機構は形骸化の一途をたどった。元禄年間に田方郡から君沢郡が分離する。

### 近代以降の沿革
- 「旧高旧領取調帳」に記載されている明治初年時点での支配は以下の通り。●は村内に寺社領が、○は寺社等の除地（領主から年貢免除の特権を与えられた土地）が存在。幕府領は韮山代官所が管轄。（69村）

- 1868年（慶応4年）
  - 5月24日 - 徳川宗家が駿河府中藩に転封。それにともない遠江・駿河・伊豆国内で領地替えが行われ、郡内の荻野山中藩領、西端藩領が消滅。
  - 6月 - 小田原藩が戊辰戦争後の処分により減封。郡内の領地が消滅。
  - 6月29日 - 新政府が韮山代官所に韮山県を設置。幕府領・旗本領を管轄。
  - 7月13日 - 沼津藩が上総国菊間藩に転封。
  - 以上の変更により、全域が韮山県の管轄となる。
- 明治初年 - 大平柿木村新田が大平柿木村に編入。（68村）
- 1871年（明治4年）
  - 11月14日 - 第1次府県統合により全域が足柄県の管轄となる。
  - 神益村・中島村が合併して神島村となる。（67村）
- 1876年（明治9年）4月18日 - 第2次府県統合により全域が静岡県の管轄となる。
- 1878年（明治11年）
  - 山木村・滝山村・金谷村・土手和田村・多田村が合併して韮山町となる。（1町62村）
  - 南奈古谷村・北奈古谷村が合併して奈古谷村となる。（1町61村）
- 1879年（明治12年）3月12日 - 郡区町村編制法の静岡県での施行により行政区画としての田方郡が発足。「田方君沢郡役所」が韮山町に設置され、君沢郡とともに管轄。

### 町村制以降の沿革

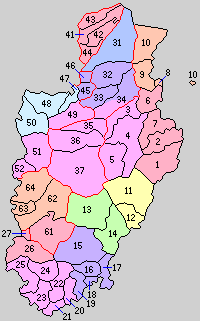
1.対島村 2.小室村 3.下大見村 4.中大見村 5.上大見村 6.宇佐美村 7.伊東村 8.網代村 9.多賀村 10.熱海町 31.函南村 32.韮山村 33.田中村 34.北狩野村 35.下狩野村 36.中狩野村 37.上狩野村 41.三島町 42.錦田村 43.北上村 44.中郷村 45.川西村 46.江間村 47.内浦村 48.西浦村 49.修善寺村 50.戸田村 51.土肥村 52.西豆村（上赤：三島市 下赤：伊東市 橙：熱海市 紫：伊豆の国市 桃：伊豆市 水色：沼津市 青：合併なし 11 - 27は賀茂郡に残留した地域 61 - 64は那賀郡）

- 1889年（明治22年）4月1日 - 町村制の施行により、以下の町村が発足。（7村）
  - 函南村 ← 仁田村、間宮村、大土肥村、平井村、上沢村、丹那村、大竹村、田代村、桑原村、軽井沢村、畑村、柏谷村、塚本村、肥田村、畑毛村、駿東郡日守村、君沢郡山中新田［一部］（現・函南町）
  - 韮山村 ← 韮山町、奈古谷村、長崎村、原木村、四日町村、寺家村、中条村、南条村、中村、内中村（現・伊豆の国市）
  - 田中村 ← 田京村、三福村、神島村、白山堂村、御門村、宗光寺村、守木村、吉田村、大仁村（現・伊豆の国市）
  - 北狩野村 ← 田原野村、浮橋村、下畑村（現・伊豆の国市）、年川村、大野村（現・伊豆の国市、伊豆市）、牧之郷村、柏久保村（現・伊豆市）
  - 下狩野村 ← 本立野村、小立野村、加殿村、田代村、日向村、大平村（現・伊豆市）
  - 中狩野村 ← 青羽根村、雲金村、佐野村、本柿木村、大平柿木村、上船原村、下船原村、松ヶ瀬村（現・伊豆市）
  - 上狩野村 ← 門野原村、吉奈村、月ヶ瀬村、矢熊村、田沢村、市山村、湯ヶ島村（現・伊豆市）
- 1896年（明治29年）
  - 4月1日 - 郡制の施行のため、田方郡・君沢郡および賀茂郡の一部の区域をもって、改めて田方郡を設置。以下の2町20村が田方郡の所属となる。（2町27村）
    - 旧・君沢郡 - 三島町・錦田村・北上村・中郷村・川西村・江間村・内浦村・西浦村・修善寺村・戸田村・土肥村・西豆村
    - 旧・賀茂郡 - 対島村・小室村・下大見村・中大見村・上大見村・宇佐美村・伊東村・網代村・多賀村・熱海町

  - 9月1日 - 郡制を施行。
- 1906年（明治39年）1月1日 - 伊東村が町制施行して伊東町となる。（3町26村）
- 1923年（大正12年）4月1日 - 郡会が廃止。郡役所は存続。
- 1924年（大正13年）
  - 5月27日 - 網代村が町制施行して網代町となる。（4町25村）
  - 8月31日 - 修善寺村が町制施行して修善寺町となる。（5町24村）
- 1926年（大正15年）7月1日 - 郡役所が廃止。以降は地域区分名称となる。
- 1934年（昭和9年）11月3日 - 川西村が町制施行・改称して伊豆長岡町となる。（6町23村）
- 1935年（昭和10年）4月1日 - 北上村が三島町に編入。（6町22村）
- 1935年（昭和10年） - 面積846.25km2、人口178,875人（男89,966人・女88,909人）[1]。
- 1937年（昭和12年）4月10日 - 熱海町・多賀村が合併して熱海市が発足し、郡より離脱。（5町21村）
- 1938年（昭和13年）4月1日 - 土肥村が町制施行して土肥町となる。（6町20村）
- 1940年（昭和15年）12月10日 - 田中村が町制施行・改称して大仁町となる。（7町19村）
- 1941年（昭和16年）4月29日 - 三島町・錦田村が合併して三島市が発足し、郡より離脱。（6町18村）
- 1947年（昭和22年）8月10日 - 伊東町・小室村が合併して伊東市が発足し、郡より離脱。（5町17村）
- 1954年（昭和29年）3月31日（5町15村）
  - 中郷村が三島市に編入。
  - 江間村が伊豆長岡町に編入。
- 1955年（昭和30年）4月1日（5町11村）
  - 対島村・宇佐美村が伊東市に編入。
  - 内浦村・西浦村が沼津市に編入。
- 1956年（昭和31年）9月30日（5町9村）
  - 下狩野村が修善寺町に編入。
  - 西豆村が土肥町に編入。
- 1957年（昭和32年）4月1日 - 網代町が熱海市に編入。（4町9村）
- 1958年（昭和33年）1月1日 - 下大見村・中大見村・上大見村が合併して中伊豆町が発足。（5町6村）
- 1959年（昭和34年）4月10日 - 北狩野村の一部（牧之郷・年川・大野・柏久保）が修善寺町、残部（田原野・浮橋・下畑）が大仁町に分割編入。（5町5村）
- 1960年（昭和35年）11月1日 - 中狩野村・上狩野村が合併して天城湯ケ島町が発足。（6町3村）
- 1962年（昭和37年）4月1日 - 韮山村が町制施行して韮山町となる。（7町2村）
- 1963年（昭和38年）4月1日 - 函南村が町制施行して函南町となる。（8町1村）
- 2004年（平成16年）4月1日 - 修善寺町・天城湯ケ島町・中伊豆町・土肥町が合併して伊豆市が発足し、郡より離脱。（4町1村）
- 2005年（平成17年）4月1日（1町）
  - 韮山町・伊豆長岡町・大仁町が合併して伊豆の国市が発足し、郡より離脱。
  - 戸田村が沼津市に編入。

### 変遷表
| 明治22年4月1日  | 明治22年 - 大正15年   | 明治22年 - 大正15年   | 昭和1年 - 昭和10年                 | 昭和11年 - 昭和20年              | 昭和21年 - 昭和30年              | 昭和31年 - 昭和64年            | 平成1年 - 現在              | 現在       |
| --------------- | --------------------- | --------------------- | ---------------------------------- | -------------------------------- | -------------------------------- | ------------------------------ | --------------------------- | ---------- |
| 韮山村          | 韮山村                | 韮山村                | 韮山村                             | 韮山村                           | 韮山村                           | 昭和37年4月1日 町制            | 平成17年4月1日 伊豆の国市   | 伊豆の国市 |
| 君沢郡 川西村   | 明治29年4月1日 田方郡 | 明治29年4月1日 田方郡 | 昭和9年11月3日 町制改称 伊豆長岡町 | 伊豆長岡町                       | 伊豆長岡町                       | 伊豆長岡町                     | 平成17年4月1日 伊豆の国市   | 伊豆の国市 |
| 君沢郡 江間村   | 明治29年4月1日 田方郡 | 明治29年4月1日 田方郡 | 江間村                             | 江間村                           | 昭和29年3月31日 伊豆長岡町に編入 | 伊豆長岡町                     | 平成17年4月1日 伊豆の国市   | 伊豆の国市 |
| 田中村          | 田中村                | 田中村                | 田中村                             | 昭和15年12月10日 町制改称 大仁町 | 大仁町                           | 大仁町                         | 平成17年4月1日 伊豆の国市   | 伊豆の国市 |
| 北狩野村        | 北狩野村              | 北狩野村              | 北狩野村                           | 北狩野村                         | 北狩野村                         | 昭和34年4月10日 大仁町に編入   | 平成17年4月1日 伊豆の国市   | 伊豆の国市 |
| 北狩野村        | 北狩野村              | 北狩野村              | 北狩野村                           | 北狩野村                         | 北狩野村                         | 昭和34年4月10日 修善寺町に編入 | 平成16年4月1日 伊豆市       | 伊豆市     |
| 君沢郡 修善寺村 | 明治29年4月1日 田方郡 | 大正13年8月31日 町制  | 修善寺町                           | 修善寺町                         | 修善寺町                         | 修善寺町                       | 平成16年4月1日 伊豆市       | 伊豆市     |
| 下狩野村        | 下狩野村              | 下狩野村              | 下狩野村                           | 下狩野村                         | 下狩野村                         | 昭和31年9月30日 修善寺町に編入 | 平成16年4月1日 伊豆市       | 伊豆市     |
| 中狩野村        | 中狩野村              | 中狩野村              | 中狩野村                           | 中狩野村                         | 中狩野村                         | 昭和35年11月1日 天城湯ケ島町   | 平成16年4月1日 伊豆市       | 伊豆市     |
| 上狩野村        | 上狩野村              | 上狩野村              | 上狩野村                           | 上狩野村                         | 上狩野村                         | 昭和35年11月1日 天城湯ケ島町   | 平成16年4月1日 伊豆市       | 伊豆市     |
| 君沢郡 土肥村   | 明治29年4月1日 田方郡 | 明治29年4月1日 田方郡 | 土肥村                             | 昭和13年4月1日 町制              | 土肥町                           | 土肥町                         | 平成16年4月1日 伊豆市       | 伊豆市     |
| 君沢郡 西豆村   | 明治29年4月1日 田方郡 | 明治29年4月1日 田方郡 | 西豆村                             | 西豆村                           | 西豆村                           | 昭和31年9月30日 土肥町に編入   | 平成16年4月1日 伊豆市       | 伊豆市     |
| 賀茂郡 下大見村 | 明治29年4月1日 田方郡 | 明治29年4月1日 田方郡 | 下大見村                           | 下大見村                         | 下大見村                         | 昭和33年1月1日 中伊豆町        | 平成16年4月1日 伊豆市       | 伊豆市     |
| 賀茂郡 中大見村 | 明治29年4月1日 田方郡 | 明治29年4月1日 田方郡 | 中大見村                           | 中大見村                         | 中大見村                         | 昭和33年1月1日 中伊豆町        | 平成16年4月1日 伊豆市       | 伊豆市     |
| 賀茂郡 上大見村 | 明治29年4月1日 田方郡 | 明治29年4月1日 田方郡 | 上大見村                           | 上大見村                         | 上大見村                         | 昭和33年1月1日 中伊豆町        | 平成16年4月1日 伊豆市       | 伊豆市     |
| 賀茂郡 伊東村   | 明治29年4月1日 田方郡 | 明治39年1月1日 町制   | 伊東町                             | 伊東町                           | 昭和22年8月10日 伊東市           | 伊東市                         | 伊東市                      | 伊東市     |
| 賀茂郡 小室村   | 明治29年4月1日 田方郡 | 明治29年4月1日 田方郡 | 小室村                             | 小室村                           | 昭和22年8月10日 伊東市           | 伊東市                         | 伊東市                      | 伊東市     |
| 賀茂郡 対島村   | 明治29年4月1日 田方郡 | 明治29年4月1日 田方郡 | 対島村                             | 対島村                           | 昭和30年4月1日 伊東市に編入      | 伊東市                         | 伊東市                      | 伊東市     |
| 賀茂郡 宇佐美村 | 明治29年4月1日 田方郡 | 明治29年4月1日 田方郡 | 宇佐美村                           | 宇佐美村                         | 昭和30年4月1日 伊東市に編入      | 伊東市                         | 伊東市                      | 伊東市     |
| 賀茂郡 熱海町   | 明治29年4月1日 田方郡 | 明治29年4月1日 田方郡 | 熱海町                             | 昭和12年4月10日 熱海市           | 熱海市                           | 熱海市                         | 熱海市                      | 熱海市     |
| 賀茂郡 多賀村   | 明治29年4月1日 田方郡 | 明治29年4月1日 田方郡 | 多賀村                             | 昭和12年4月10日 熱海市           | 熱海市                           | 熱海市                         | 熱海市                      | 熱海市     |
| 賀茂郡 網代村   | 明治29年4月1日 田方郡 | 大正13年5月27日 町制  | 網代町                             | 網代町                           | 網代町                           | 昭和32年4月1日 熱海市に編入    | 熱海市                      | 熱海市     |
| 函南村          | 函南村                | 函南村                | 函南村                             | 函南村                           | 函南村                           | 昭和38年4月1日 町制            | 函南町                      | 函南町     |
| 君沢郡 三島町   | 明治29年4月1日 田方郡 | 明治29年4月1日 田方郡 | 三島町                             | 昭和16年4月29日 三島市           | 三島市                           | 三島市                         | 三島市                      | 三島市     |
| 君沢郡 北上村   | 明治29年4月1日 田方郡 | 明治29年4月1日 田方郡 | 昭和10年4月1日 三島町に編入        | 昭和16年4月29日 三島市           | 三島市                           | 三島市                         | 三島市                      | 三島市     |
| 君沢郡 錦田村   | 明治29年4月1日 田方郡 | 明治29年4月1日 田方郡 | 錦田村                             | 昭和16年4月29日 三島市           | 三島市                           | 三島市                         | 三島市                      | 三島市     |
| 君沢郡 中郷村   | 明治29年4月1日 田方郡 | 明治29年4月1日 田方郡 | 中郷村                             | 中郷村                           | 昭和29年3月31日 三島市に編入     | 三島市                         | 三島市                      | 三島市     |
| 君沢郡 内浦村   | 明治29年4月1日 田方郡 | 明治29年4月1日 田方郡 | 内浦村                             | 内浦村                           | 昭和30年4月1日 沼津市に編入      | 沼津市                         | 沼津市                      | 沼津市     |
| 君沢郡 西浦村   | 明治29年4月1日 田方郡 | 明治29年4月1日 田方郡 | 西浦村                             | 西浦村                           | 昭和30年4月1日 沼津市に編入      | 沼津市                         | 沼津市                      | 沼津市     |
| 君沢郡 戸田村   | 明治29年4月1日 田方郡 | 明治29年4月1日 田方郡 | 戸田村                             | 戸田村                           | 戸田村                           | 戸田村                         | 平成17年4月1日 沼津市に編入 | 沼津市     |

## 行政
田方・君沢郡長
| 代 | 氏名 | 就任年月日                | 退任年月日                | 備考                                                 |
| -- | ---- | ------------------------- | ------------------------- | ---------------------------------------------------- |
| 1  |      | 明治12年（1879年）3月12日 |                           |                                                      |
|    |      |                           | 明治29年（1896年）3月31日 | 君沢郡および賀茂郡の一部との合併により旧・田方郡廃止 |

田方郡長
| 代 | 氏名 | 就任年月日               | 退任年月日                | 備考                   |
| -- | ---- | ------------------------ | ------------------------- | ---------------------- |
| 1  |      | 明治29年（1896年）4月1日 |                           |                        |
|    |      |                          | 大正15年（1926年）6月30日 | 郡役所廃止により、廃官 |

### 衆議院
- 静岡5区（三島市、富士市（旧富士川町域を除く）、御殿場市、裾野市、伊豆の国市（旧・伊豆長岡町域）、田方郡、駿東郡）
- 任期：2021年10月31日 - 2025年10月30日
- 投票日：2021年10月31日
- 当日有権者数：458,636人
- 投票率：54.39％

| 当落 | 候補者名 | 年齢 | 所属党派   | 新旧別 | 得票数    | 重複 |
| ---- | -------- | ---- | ---------- | ------ | --------- | ---- |
| 当   | 細野豪志 | 50   | 無所属     | 前     | 127,580票 |      |
| 比当 | 吉川赳   | 39   | 自由民主党 | 前     | 61,337票  | ○    |
|      | 小野範和 | 48   | 立憲民主党 | 新     | 51,965票  | ○    |
|      | 千田光   | 43   | 愛地球党   | 新     | 5,350票   |      |